# Murray (Utah)
Murray is een plaats (city) in de Amerikaanse staat Utah, en valt bestuurlijk gezien onder Salt Lake County.

## Demografie
Bij de volkstelling in 2000 werd het aantal inwoners vastgesteld op 34.024.
In 2006 is het aantal inwoners door het United States Census Bureau geschat op 44.844, een stijging van 10820 (31,8%).

## Geografie
Volgens het United States Census Bureau beslaat de plaats een oppervlakte van
24,9 km², geheel bestaande uit land.

## Plaatsen in de nabije omgeving
De onderstaande figuur toont nabijgelegen plaatsen in een straal van 8 km rond Murray.

## Geboren
- Don Lind (1930-2022), astronaut